# Tokat (stad)
Tokat is een stad in Turkije, gelegen in het Zwarte Zee-gebied van Anatolië. Met een inwoneraantal van 129.879 (2009) is het de hoofdstad van de provincie Tokat.

## Geschiedenis
Het gebied dat de huidige provincie Tokat beslaat maakte deel uit van het rijk van de Hettieten. Restanten van bewoning gaan meerdere duizenden jaren terug. Het is onbekend wanneer de stad Tokat exact is gesticht. In Griekse tijden maakte het deel uit van het Koninkrijk Pontus, onder de naam Eytokia (Ευδοκία). Hiervan komt de huidige naam.
Na de Slag bij Manzikert in 1071 kwam de stad onder bestuur van de Turkse Seltsjoeken. In 1086 namen de Turkmeense Danishmenden de stad in, vanuit Sivas. Pas enkele decennia later hernamen de Seltsjoeken de stad, onder leiding van Kilij Arslan II. Na de slag bij Köse Dağ in 1243 verloren de Seltsjoeken hun macht om het gebied aan lokale Turkmeense heersers. Pas enkele eeuwen later ging het gebied op in het Ottomaanse Rijk.

## Bezienswaardigheden
Tokat en haar omgeving is niet toeristisch. Met haar lange geschiedenis onder diverse Turkse heersers herbergt het echter wel uitzonderlijk veel historische Turks-islamitische gebouwen. Ook zijn er in de provincie resten te vinden van de Griekse bewoning van het gebied in de oudheid.

### In Tokat
De meest imposante bezienswaardigheid in Tokat is de Ottomaanse Citadel, bestaande uit 28 torens op een berg die uitkijken op de stad. Verder herbergt de oude stad nog veel houten Ottomaanse huizen en een mooie Byzantijnse brug.
Er zijn in de stad ook meerdere oude moskeeën te bezichtigen waaronder de Garipler Moskee uit de 12e eeuw, de Ali Pasa Moskee uit de 16e eeuw en de Ulu moskee uit de 17e eeuw. De Taş Han is een karavanserai uit 1631. Ook is er een Seltsjoekse madrassa in de stad, de Gök Medrese (Pervane Bey Darussifasi) die in 1270 is gebouwd. Oorspronkelijk was het een theologieschool, maar nu is het een museum dat archeologische vondsten uit de omgeving herbergt.

### In de omgeving
Komana Pontika en Sebastopolis zijn twee oude Griekse nederzettingen in de buurt van respectievelijk Gümenek en Sulusaray. Er zijn nog geen grote opgravingen gedaan en er is dan ook nog niet veel te zien, een ronde tempel, wat standbeelden en geruïneerde baden. Het oude stadje Niksar was de hoofdstad van het rijk van de Danismenden, en was lange tijd de belangrijkste stad van het gebied. Het herbergt ook enkele bezienswaardigheden. Verder liggen in de omgeving nog restanten van prehistorische nederzettingen zoals Maşat Höyük en bij Horoztepe, Boyunpınar en Bolus Aktepe.
Tokat heeft een universiteit, de Gaziosmanpaşa Üniversitesi, opgestart in 1992 en genoemd naar de lokale held uit het gebied: Gazi Osman Paşa.

## Bekende mensen uit Tokat
- Gazi Osman Paşa (1832-1897), Ottomaanse gezagvoerder
- Krikor Balakian (1875-1934), Armeense bisschop
- Ekin Deligöz (1971), Duits parlementariër
- Uğur Boral (1982), voetballer

## Externe link

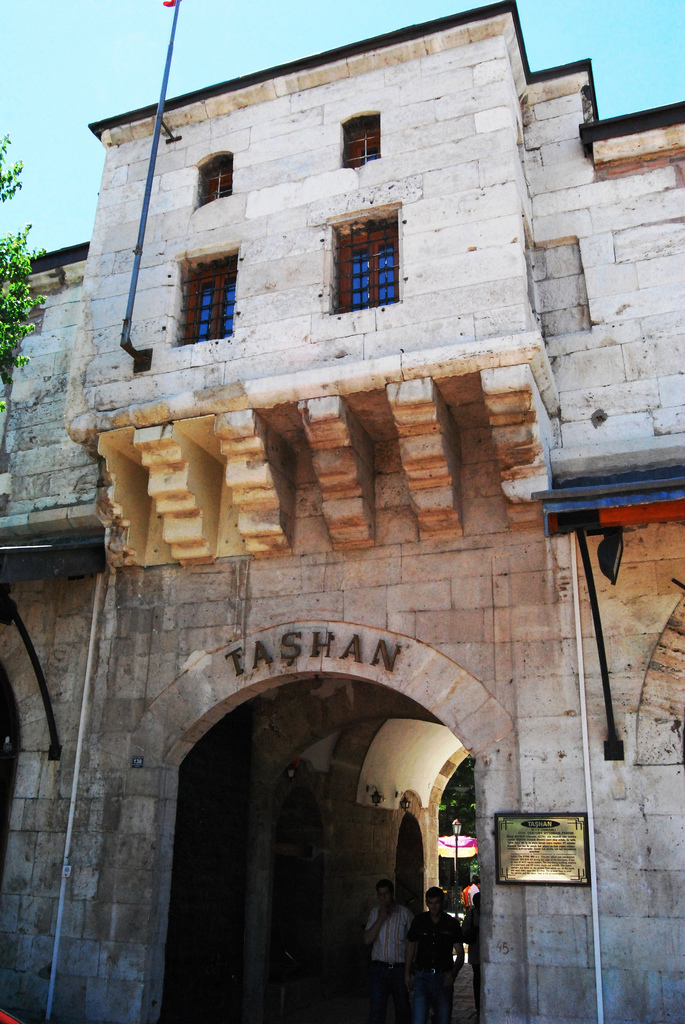
Huis in de oude stad
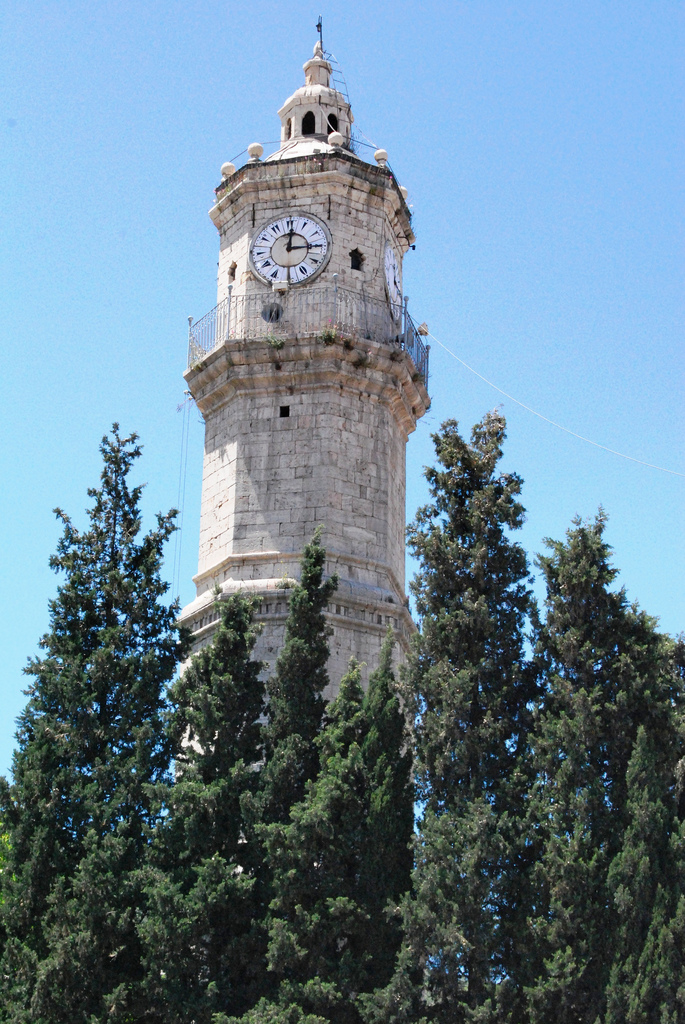
De klokkentoren
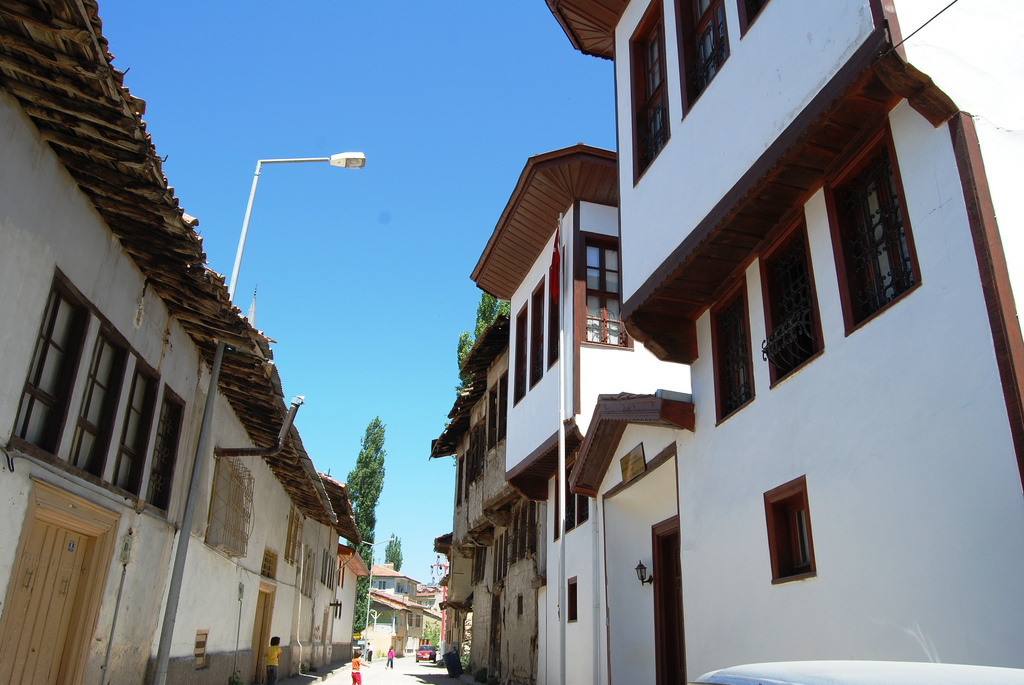
Huizen in het oude centrum